# Malice (groupe)
Pour les articles homonymes, voir Malice.
Malice est un groupe de punk rock britannique, originaire de Crawley, dans le Sussex, en Angleterre. Il est formé en janvier 1976 par Robert Smith, Michael Dempsey et Marc Ceccagno. Les membres changeront une première fois le nom du groupe (Easy Cure) en janvier 1977, pour finalement opter pour The Cure en avril 1978.

## Biographie
Robert Smith, Marc Ceccagno (tous deux guitaristes) et Michael Dempsey (bassiste) ont formé leur groupe qu'ils nomment Malice. Avec un certain Graham à la batterie et son frère au chant (leur nom de famille n'est renseigné dans aucune biographie), ils commencent à répéter le 23 janvier 1976, jouant des chansons du répertoire de David Bowie, Jimi Hendrix ou Alex Harvey.
Fin avril les deux frères quittent le groupe. Un nouveau chanteur est recruté, Martin Creasy, ainsi qu'un nouveau batteur, Lol Tolhurst qui avait déjà joué avec Smith, Dempsey et Ceccagno au sein d'un précédent groupe formé au collège et nommé The Obelisks, lors de leur unique concert donné dans l'école en 1973. En octobre, Marc Ceccagno quitte la formation à son tour pour former un autre groupe, Amulet. Il est remplacé par le guitariste Porl Thompson.
Le groupe commence à écrire ses propres chansons. Parmi celles-ci, A Night Like This signée Robert Smith, qui bien plus tard apparaîtra sur l'album The Head on the Door de The Cure. Malice donne son tout premier concert, qui est acoustique, le 18 décembre 1976 à la Worth Abbey de Crawley. Deux jours plus tard il partage l'affiche avec le groupe Amulet pour un concert à la St. Wilfrid’s Comprehensive Catholic School, toujours à Crawley. La prestation est considérée, notamment par Lol Tolhurst, comme le premier véritable concert du groupe qui allait devenir The Cure. Malice monte sur scène une troisième fois avant la fin de l'année, puis Martin Creasy quitte la formation. Après son départ, les membres décident de changer le nom du groupe et choisissent Easy Cure, d'après le titre d'une chanson écrite par Lol Tolhurst.